# TOPSHOP
TOPSHOP （トップショップ）、TOPMAN （トップマン） は、世界20カ国以上で展開するイギリスのファッション小売店。低価格かつファッション性の高い服、いわゆるファストファッションとされる。イギリスの衣料品大手アルカディアグループ傘下。日本ではT's株式会社が運営。

## 歴史
TOPSHOPは1964年に北イングランドのピーターロビンソンデパートの1階にオープン。その1年後オックスフォードサーカスに移転、1970年より、メンズラインとしてTOPMANをスタート。1990年代までは、普通の一般的な衣料品の専門店チェーンとして展開した。1994年に巨大フラッグシップ店をオープン。商品の主力は手頃な価格の衣料品であり、ファッショナブルとはいえないものだったが、近年は「ユニーク」ラインや「ケイトモス」ラインなどを代表とする「ハイストリートファッション」として、ブランドイメージを変えつつある。

## 出店地域
- イギリス
- アイルランド
- オランダ
- 日本（元：2015年1月31日全店撤退）
- シンガポール
- マレーシア
- オーストラリア
- アメリカ
- ロシア
- スペイン
- ポーランド
- スウェーデン
- カナダ